# Marco Gavelli
Marco Gavelli (ur. 25 kwietnia 1915 w Faenzy, zm. 15 października 1995 tamże) – włoski zapaśnik walczący w stylu wolnym. Dwukrotny olimpijczyk. Zajął siódme miejsce w Berlinie 1936, w wadze do 61 kg i jedenaste miejsce w Londynie 1948, w kategorii do 62 kg.

## Letnie Igrzyska Olimpijskie 1936
| Konkurencja      | Rundy eliminacyjne      | Rundy eliminacyjne | Rundy eliminacyjne     | Klas. końcowa |
| Konkurencja      | Przeciwnik I            | Przeciwnik II      | Przeciwnik III         | Miejsce       |
| ---------------- | ----------------------- | ------------------ | ---------------------- | ------------- |
| 61 kg styl wolny | Gösta Frändfors (SWE) Z | Nevil Hall (ZPA) P | Norman Morrell (GBR) P | 7.            |

## Letnie Igrzyska Olimpijskie 1948
| Konkurencja      | Rundy eliminacyjne  | Rundy eliminacyjne    | Rundy eliminacyjne     | Klas. końcowa |
| Konkurencja      | Przeciwnik I        | Przeciwnik II         | Przeciwnik III         | Miejsce       |
| ---------------- | ------------------- | --------------------- | ---------------------- | ------------- |
| 62 kg styl wolny | Kim Kuk-fan (KOR) Z | Paavo Hietala (FIN) P | Arnold Parsons (GBR) P | 11.           |